# Stazione di Takaishi
La stazione di Takaishi (高石駅?, Takaishi-eki) è una stazione ferroviaria della città giapponese omonima, nella prefettura di Osaka, appartenente alle Ferrovie Nankai. È servita dalla linea principale Nankai.

## Linee e servizi
Ferrovie Nankai
● Linea principale Nankai

## Struttura
La stazione è dotata di due marciapiedi a isola con quattro binari, per permettere anche le precedenze ai treni che non fermano in questa stazione. In futuro la stazione sarà ricostruita su viadotto.
| 1-2 | ● Linea principale Nankai | per Kishiwada, Izumisano, Kansai Aeroporto e Wakayamashi |
| 3-4 | ● Linea principale Nankai | per Tengachaya e Namba                                   |

## Stazioni adiacenti
| «                       | Servizio                                                                         | »                       |
| Linea Nankai principale | Linea Nankai principale                                                          | Linea Nankai principale |
| ----------------------- | -------------------------------------------------------------------------------- | ----------------------- |
| Hagoromo                | Locale                                                                           | Kita-Sukematsu          |
| Hagoromo                | ← Semiespresso ←                                                                 | Kita-Sukematsu          |
| Transito                | Espresso Esp. aeroporto Espresso sezionale Esp. lim. Southern Esp. lim. Rapi:t β | Transito                |